# Эрдек
Эрдек (тур. Erdek) — прибрежный город и район в провинции Балыкесир (Турция), на западном берегу полуострова Капыдагы, клинообразно вдающегося к северу в Мраморное море и соединенного с материком только очень узким перешейком, в 5,5 км к западу от развалин некогда могущественного приморского города Кизика. Берег полуострова Капыдагы образует залив Эрдек, в котором находится остров Тавшан.

## История
В древности здесь находился город Артака (др.-греч. Αρτάκη, лат. Artace), упоминаемый у Геродота. Во время Ионийского восстания против персов сожжён последними. По преданию в Артакийский источник аргонавты положили якорь «Арго». Страбон упоминает лесистую гору Артака и одноимённый островок перед горой. В римские времена город пришёл в упадок.
В 1399 году его захватил Сулейман-паша — сын Орхана I, и с тех пор город находился под турецким владычеством.
В 1854 году город полностью сгорел.
В 1912 году здесь проживали греки — 54 700 человек, турки — 5418 человек.
В 1924 году, после греко-турецкого обмена населением, вместо уехавших греков здесь были поселены турки с Крита.